# Aleksandr Semënovič Sacharov
Aleksandr Semënovič Sacharov (in russo Александр Семёнович Сахаров?; Mariupol', 13 maggio 1886 – Siena, 25 settembre 1963) è stato un ballerino, coreografo e maestro di balletto russo.

## Biografia

### Formazione
Aleksandr Semënovič Sacharov nacque nel 1886 a Mariupol', all'epoca appartenente all'Impero russo, ultimo dei sette figli di una famiglia ebrea. Nel 1898 si trasferì a San Pietroburgo per terminare le scuole superiori, mentre nel 1903 si trasferì a Parigi per studiare legge. Pur avendo studiato pittura all'Académie des beaux-arts e all'Académie Julian, trovò il successo non come pittore, bensì come ballerino e coreografo. Si era interessato alle arti sceniche dopo aver visto Sarah Bernhardt a teatro nel 1905 e cominciò quindi a studiare danza a Monaco di Baviera, dove esordì sulle scene il 2 giugno 1910. In questo periodo fu amico e collaboratore di Vasilij Kandinskij e di altri artisti del Blaue Reiter. Fu proprio insieme a Kandinskij e al compositore Thomas von Hartmann che nel 1913 avrebbe tentato di abbattere la barriere tra pittura, musica e movimento per creare un'opera d'arte "sintetica".

### Affermazione internazionale

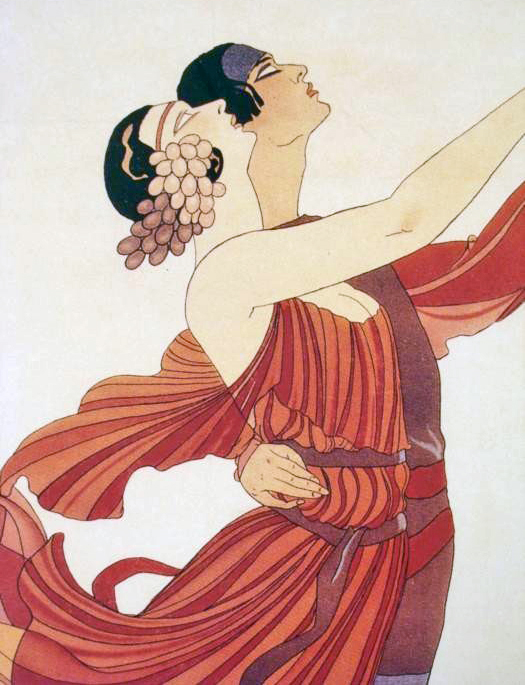
Aleksandr e Clotilde Sacharov in un'illustrazione di George Barbier (1921)

Noto per il suo stile espressionista ed idiosincratico, oltre che per l'aspetto androgino, Sacharov si affermò come uno dei più originali danzatori nel primo Novecento e come popolare modello per artisti come Marianne von Werefkin, Alexej von Jawlensky e George Barbier. Nel 1913 conobbe la ballerina tedesca Clotilde von der Planitz, che avrebbe sposato il 25 luglio 1919 e con cui inaugurò un sodalizio artistico di grande successo. Il loro stile, definito "danza plastica", era caratterizzato dall'androginia e dalla grande musicalità dei due ballerini, che erano soliti esibirsi indossando costumi e parrucche riccamente decorati e che si ispiravano all'arte rinascimentale per la realizzazione delle loro coreografie. I due cominciarono ad esibirsi nella neutrale Svizzera durante la prima guerra mondiale, mentre Clotilde si perfezionava come ballerina apprendendo il Metodo Cecchetti.
Grazie al supporto economico dei Rockefeller, il duo debuttò alla Metropolitan Opera House nel 1920, dove però non ottennero un grande successo. Tornati in Europa, esordirono al Théâtre des Champs-Élysées nel 1921 e al London Coliseum nel 1922. Vissero in Francia nel periodo tra le due guerre, durante il quale si esibirono in lunghe tournée che coinvolsero non solo l'Europa, ma anche l'Asia: si esibirono infatti in Cina, Vietnam e in Giappone, dove ottennero un tale successo da tornarvi in una nuova tournée nel 1934. Dopo il tour dell'estremo oriente, i due intrapresero una tournée del continente americano, che li vide danzare negli Stati Uniti, Canada, Cuba, Brasile, Uruguay e al Teatro Colón di Buenos Aires. Al momento dell'invasione tedesca della Francia, la coppia si trovava a Lisbona e, dato che era ebreo, Sacharov non osò tornare a Parigi. Dopo una parentesi portoghese, nel 1941 i due emigrarono nel Sud America, dove si separarano: Sacharoff si trasferì a Buenos Aires, mentre la moglie andò a Montevideo.

### Gli ultimi anni
Sacharov tornò in Europa nel 1949, un anno dopo il ritorno della moglie a Parigi, e i due tornarono a danzare insieme al Théâtre des Champs-Élysées. Successivamente si trasferirono in Italia, dove insegnarono all'Accademia nazionale di danza a Roma, città in cui diedero l'addio alle scene nel 1954 danzando al Teatro Eliseo. Su invito di Guido Chigi-Saracini, i due si trasferirono a Siena per insegnare all'Accademia Musicale Chigiana.  È proprio a Siena che Sacharov morì nel 1963 all'età di settantasette anni; fu sepolto nel Cimitero acattolico di Roma.